# پادشاه جونگ
جونگ (حکومت ۸۰۹ تا ۸۱۲) هفتمین پادشاه بالهایی بود. او پسر پادشاه گانگ از بالهه بود. بعد از مرگ او برادرش با نام پادشاه هوی به سلطنت رسید.